# Kenny Rogers
Kenny Rogers   (Houston, 21 d'agost de 1938 - Sandy Springs, 20 de març de 2020) va ser un cantant, compositor, actor, productor de discos i emprenedor. Va ser membre del Country Music Hall of Fame (Saló de la Fama de la Musica Country) Tot i que va tenir més èxit amb el públic del seu país, Rogers va gravar més de 120 singles en diversos gèneres musicals, va encapçalar les llistes d'àlbums pop del seu país durant més de dues-centes setmanes i va vendre més de 100 milions de discos a tot el món, convertint-lo en un dels artistes de música més venuts de tots els temps. Va formar part del grup de música The First Edition.
A finals dels anys cinquanta, va iniciar la seva carrera discogràfica amb el cantant de jazz Bobby Doyle, i es va incorporar al conjunt folk New Christy Minstrels el 1961, tocant el contrabaix la guitarra baixa i cantant. El 1967, ell i diversos membres de New Christy Minstrels van marxar per fundar el grup la Primera Edició, amb qui va gravar el seu primer gran èxit, "Just Dropped In (To See What Condition My Condition Was In)", una cançó de rock psicodèlica que va assolir el número cinc a les llistes de Billboard. Quan Rogers va tenir un paper de lideratge augmentat a la Primera Edició i després de l'èxit del "Ruby, Don't Take Your Love to Town" de 1969, la banda va anar canviant gradualment els seus estils. La banda es va separar entre 1975 i 1976, i Kenny Rogers va iniciar-se en una llarga i reeixida carrera en solitari, que va incloure diverses col·laboracions amb èxit, incloent duets amb les cantants Dolly Parton i Sheena Easton, i una col·laboració en una cançó amb Lionel Richie. La seva cançó insígnia, "The Gambler" de 1978, va ser un èxit que va guanyar el premi Grammy el 1980 i va ser seleccionat el 2018 per a la seva conservació al Registre nacional de gravació per la Biblioteca del Congrés. Ell convertiria el personatge de Gambler en un personatge per a una reeixida sèrie de pel·lícules de televisió a partir de la dècada de 1980 Kenny Rogers com The Gambler.
Dos dels seus àlbums, The Gambler i Kenny, van aparèixer a l'enquesta d'About.com de "Els 200 àlbums més influents del país". Va ser votat el "cantant favorit de tots els temps" en un sondeig conjunt dels lectors tant d'USA Today com de People. Ha rebut nombrosos premis com els AMAs, Grammys, ACMs i CMAs, així com un premi d'èxits de tota la vida per a una carrera de sis dècades el 2003. L'èxit posterior va incloure el llançament de l'àlbum del 2006, Water & Bridges, un èxit a través del consell, que va assolir el Top 5 de les llistes de vendes de Billboard Country Albums, que també es va classificar al Top 15 del Billboard 200. El primer senzill de l'àlbum, "I Can't Unlove You", també va ser un gran quadre gràfic. Seguint sent un animador popular a tot el món, va continuar de gira regularment fins a la seva jubilació el 2017.

## Discografia seleccionada

### Àlbums

#### Amb The First Edition
- The First Edition (1967)
- The First Edition's Second (1968)
- The First Edition '69 (1969)
- Ruby, Don't Take Your Love To Town (1969)
- Something's Burning (1970)
- Tell It All Brother (1970)
- Transition (1971)
- The Ballad of Calico (1972)
- Back Roads (1972)
- Rollin (1973)
- Monumental (1973)

#### En solitari
- Love Lifted Me (United Artists 1976)
- Kenny Rogers (United Artists 1976)
- Daytime Friends (United Artists 1977)
- Love Or Something Like It (United Artists 1978)
- The Gambler (United Artists 1978)
- Every Time Two Fools Collide (Kenny Rogers i Dottie West) (United Artists 1978)
- Kenny (United Artists 1979)
- Classics (Kenny Rogers i Dottie West) (United Artists 1979)
- Gideon (United Artists 1980)
- Christmas (Liberty 1981)
- Share Your Love (Liberty 1981)
- Love Will Turn You Around (Liberty 1982)
- We've Got Tonight (Liberty 1983)
- Eyes That See In The Dark (produït per Barry Gibb, que també fa els cors, i escrit pels membres dels Bee Gees) (RCA 1983)
- What About Me? (Kenny Rogers, James Ingram i Kim Carnes) (RCA 1984)
- Once Upon a Christmas (Kenny Rogers i Dolly Parton) (RCA 1984)
- The Heart Of The Matter (RCA 1985)
- Love Is What We Make It (Liberty 1985) (conté peces no enregistrades de Rogers quan estava a la productora UA/Liberty)
- They Don't Make Them Like They Used To (RCA 1986)
- I Prefer The Moonlight (RCA 1987)
- Something Inside So Strong (Reprise 1989)
- Christmas In America (Reprise 1989)
- Love Is Strange (Reprise 1990)
- Back Home Again (Reprise 1991)
- If Only My Heart Had A Voice (Giant 1993)
- Timepiece (Sessions orquestrals amb David Foster) (Atlantic 1994)
- Vote For Love (onQ 1996)
- The Gift (Magnatone 1996)
- Across My Heart (Magnatone 1997)
- Christmas From The Heart (Dreamcatcher 1998)
- She Rides Wild Horses (Dreamcatcher 1999)
- There You Go Again (Dreamcatcher 2000)
- Live By Request (Dreamcatcher 2001)
- Back To The Well (Dreamcatcher 2003)
- Water & Bridges (Capitol Nashville 2006)

### Compilacions
- Greatest Hits (1971) (Kenny Rogers i The First Edition)
- Ten Years Of Gold (1977, temes amb The First Edition, i èxits dels primers temps en solitari)
- The Kenny Rogers Singles Album (versió britànica de Ten Years Of Gold amb Bonus tracks, 1979)
- The Best Of Kenny Rogers (1979)
- Shine On (versió europea, 1980)
- Kenny Rogers' Greatest Hits (1980)
- Lady (versió britànica de Kenny Rogers' Greatest Hits, de 1980, 1981)
- Twenty Greatest Hits (1983)
- The Kenny Rogers Story - 20 Golden Greats (versió britànica, 1985)
- 60's Revisited (1980s, amb The First Edition)
- Greatest Hits (1988)
- 20 Great Years (1990)
- The Very Best Of Kenny Rogers (1990)
- The Best Of Kenny Rogers (1999)
- Kenny Rogers - Collection (2000)
- Through The Years - 20 Greatest Hits (2001)
- Legends - The Kenny Rogers and The First Edition Collection (2003)
- 42 Ultimate Hits (2004)
- The Very Best Of Kenny Rogers (2 CD set, edició europea, 2005)
- 21 Number One Hits (2006)
- Golden Legends - Kenny Rogers (2006)